# Rudolf Stambolla
Rudolf Stambolla (* 1931 in Tirana; † 6. März 2021) war ein albanischer Sänger und Schauspieler. Er war ein Vertreter der Mitte des 20. Jahrhunderts in Albanien populär gewordenen zeitgenössischen Musik (albanisch Muzika e lehtë). Er wurde auch als Begründer der modernen albanischen Musik bezeichnet.
Rudolf Stambolla kam 1931 in Tirana zur Welt; 1940 zogen Stambollas Eltern mit ihrem Sohn zurück in ihre Heimatstadt Shkodra. Dort hatte er 1941 als Zehnjähriger seinen ersten öffentlichen Auftritt als Sänger eines Volksliedes. 1943 kehrte er nach Tirana zurück und war ab 1946 Teil der albanischen Musikgruppe Havajana, gemeinsam mit den namhaften albanischen Musikern Njac Guralumi, Medi Prodani, Mustafa Zymeri und Agim Prodani.
1948 entstand das Lied Kur gjethet bien në vjeshtë („Wenn das Laub im Herbst fällt“), das als klassisches Beispiel albanischer Tangomusik gilt. Es zählt zu den bekanntesten Liedern Stambollas und wurde bis heute von mehreren Sängern nachgesungen. In den frühen 1950er Jahren war Stambolla außerdem als Schauspieler tätig. Ende der 1950er Jahre wurde er neben anderen Estrada-Sängern von Radio Tirana aufgenommen, wodurch er mit seiner Tangomusik große Popularität erlangte. 1962 nahm Stambolla mit dem Lied Kam një mall an der ersten Austragung des Festivali i Këngës teil, das zu Albaniens bedeutendstem Musikfestival werden sollte. 1963 beendete Stambolla seine Musikkarriere beim zweiten Festivali i Këngës mit dem Lied Për dashurinë do këndoja („Für die Liebe singe ich“). Er setzte fortan seine Arbeit als Techniker für Telefonanlagen fort, welche er bereits 1954 begonnen hatte.
Zu den 35 Liedern, die Stambolla während seiner Musikkarriere herausbrachte, zählen unter anderem Një natë në det, Flutur (Duett mit Anita Take), A të kujtohet, Përsëri ke me u afru und Këndo kitara ime. Sein Werk, auch inspiriert durch italienische Musik und zeitgenössische italienische Sänger wie Claudio Villa, Luciano Tajoli oder Giorgio Consolini, wurde teilweise in anderen Ländern – so etwa in Rumänien, Bulgarien, der Tschechoslowakei oder der Sowjetunion – produziert und auch im Ausland gehört. Im Film Bota aus dem Jahr 2014 dienen Tangolieder von Stambolla der musikalischen Begleitung.